# Poreč Trophy 2016
Il Poreč Trophy 2016, trentaduesima edizione della corsa, valido come evento dell'UCI Europe Tour 2016 categoria 1.2, si svolse il 5 marzo 2016 su un percorso totale di circa 156,5 km. Fu vinto dallo sloveno Matej Mugerli, che terminò la gara in 3h23'25" alla media di 46.165 km/h.
All'arrivo 161 ciclisti portarono a termine il percorso.

## Ordine d'arrivo (Top 10)
| Pos. | Corridore           | Squadra          | Tempo    |
| ---- | ------------------- | ---------------- | -------- |
| 1    | Matej Mugerli       | Synergy Baku     | 3h23'25" |
| 2    | Jan Tratnik         | Amplatz-BMC      | a 1"     |
| 3    | Daniel Auer         | Felbermayr       | a 7"     |
| 4    | Jonas Bokeloh       | Klein Constantia | s.t.     |
| 5    | Daniel Turek        | Cycling Academy  | a 11"    |
| 6    | Markus Eibegger     | Felbermayr       | s.t.     |
| 7    | Mads Pedersen       | Stölting         | s.t.     |
| 8    | Iván García Cortina | Klein Constantia | a 16"    |
| 9    | Matija Kvasina      | Synergy Baku     | s.t.     |
| 10   | Florian Bissinger   | WSA-Greenlife    | s.t.     |